# Федеральный совет работников розничной торговли и смежных отраслей
Федеральный совет работников розничной торговли и смежных отраслей (англ. Federal Council of Retail and Allied Workers, FEDCRAW) — профсоюз ЮАР.

## Концепция
Профсоюз представляет и защищает интересы работников сектора розничной торговли в Южной Африке.

## История
Профсоюз был основан 8 августа 1984 года как отделение Профсоюза работников коммерческого общественного питания и смежных отраслей Южной Африки, возглавляемого сотрудниками магазина Edgars в Добсонвилле, ЮАР. Профсоюз расширился и охватил другие магазины, и к 1987 году в нем насчитывалось 4000 членов. Профсоюз был зарегистрирован правительством ЮАР в 1993 году.

## Партнёрство
Профсоюз входит в Национальный совет профсоюзов, так и в Конфедерацию южноафриканских профсоюзов рабочих.

## Внешние ссылки
- fedcraw.org.za — официальный сайт Федеральный совет работников розничной торговли и смежных отраслей